# Герб Канберри
Герб Канберри  є офіційним гербом Столичної території і міста Канберри. Він був наданий Федеральній столичній комісії, її наступникам і місту Канберра у 1928 року королем Георгом V. З 1993 року герб був модифіковано.

## Історія
Створення герба міста Канберра почалось після запиту Міністерства оборони Співдружності до Департаменту внутрішніх справ і територій Співдружності в липні 1927 року. Запит був зроблений для того, щоб герб міг використовуватися на військових суднах HMAS Canberra. У серпні 1927 року федеральна столична комісія  оголосила конкурс на розробку герба. У квітні 1928 року дизайн  містера К. Р. Вайлі, який виграв конкурс, був надісланий  в Лондон для затвердження. Герб на цьому етапі не містив девізу. Після незначних коригувань король Георг V затвердив дизайн  8 жовтня 1928 року. Було зроблено  офіційний екземпляр опису художнього виконання  і герба.
На даний момент не існує герба Австралійської столичної території, тому замість нього часто використовується герб міста Канберра як герб території.  У березні 2019 року, після прийняття скельного валабі як емблеми  території, Законодавча асамблея Австралійської столичної території почала розглядати ідею створення окремого герба. Передбачається, що новий герб буде створений на додаток до існуючого герба.

## Символізм
- Корона символізує владу генерал-губернатора.
- Булава символізує австралійський парламент.
- Меч означає австралійські сили оборони.
- Замок складається з трьох веж, це три влади (виконавча, законодавча та судова).
- Біла троянда є емблемою герцога Йоркського, в будинку якого 1927 року засідав парламент
- Увінчані ґрати - це традиційний символ Вестмінстерського палацу, в якому скликається британський парламент.
- Дерево за ґратами — це промовиста назва Канберри «кущ капіталу».
- Щитотримачі, чорний австралійський лебідь і білий австралійський лебідь, представляють аборигенів і європейських іммігрантів.
- Англійські девіз: «For the Queen, the Law and the People» (Для королеви і короля, права й людей).